# Contingent Valuation
Contingent Valuation Method (CV, CVM) – metoda z zakresu ekonomii, stosowana w celu wycenienia dóbr pozbawionych cen rynkowych (z reguły dobra publiczne). Należy do tzw. metod wyrażonych preferencji (ang. stated preference methods), opartych na ankietach. Czasem pojęcie Contingent Valuation jest używane jako synonim całej klasy metod tego typu, obejmującej również takie metody jak Choice Experiments (inna nazwa: Choice Modelling), Conjoint Analysis, Contingent Ranking i Contingent Behaviour.

## Historia
Za inicjatora rozwoju CVM uważany jest powszechnie niemiecki agroekonomista Siegfried von Ciriacy-Wantrup, który w 1947 roku zaproponował użycie ankiet w celu zbadania korzyści płynących z ochrony gleb.
Wczesnym obszarem zastosowania CVM w latach 50. i 60. były pozarynkowe korzyści płynące z turystyki i rekreacji. Niedługo później pojawiły się oparte na CVM publikacje badające "psychologiczną wartość" zanieczyszczeń powietrza. Wielu autorów było w tym okresie związanych z organizacją Resources for the Future. Jednocześnie trwał rozwój teorii, na której oparta jest CVM. Burton Weisbrod wprowadził pojęcie wartości opcjonalnej (ang. option value), John Krutilla zaproponował pojęcie wartości egzystencji (ang. existence value), a Kenneth Arrow i Anthony Fisher wartości quasi-opcjonalnej (ang. quasi-option value).
Poza wycenianiem dóbr naturalnych, CVM była stosowana w zakresie opieki zdrowotnej (np. do wycenienia ludzkiego życia), transportu (np. do przewidywania przyszłych zachowań podróżnych w przypadku wprowadzenia nowych środków komunikacji publicznej) oraz kultury. Z czasem metoda zaczęła być stosowana również w marketingu.
Jednym z najsłynniejszych i najważniejszych dla rozwoju CVM przypadków zastosowania tej metody były kalkulacje odszkodowań, które miał zapłacić koncern naftowy Exxon. W 1989 roku należący do koncernu tankowiec MT Exxon Valdez zderzył się ze skałami w Zatoce Księcia Williama, w wyniku czego duży odcinek wybrzeża Alaski został zanieczyszczony ropą naftową. Zastosowanie CVM w tym przypadku doprowadziło z jednej strony do wzrostu zainteresowania ekonomistów tą metodą, z drugiej - do silnej fali krytyki i kontrowersji, z których wiele trwa do dzisiaj.

## Struktura
Wspólną charakterystyką metod wyrażonych preferencji jest to, że opierają się one na ankietach. Ankietowani są w nich pytani w różnej formie o gotowość do zapłaty (ang. willingness-to-pay, WTP) bądź gotowość do zaakceptowania kompensaty (ang. willingness-to-accept (compensation), WTA) za zmiany w jakości lub ilości danego dobra publicznego. Mówi się w tym kontekście o tworzeniu "hipotetycznego rynku". W ekonomii zdrowia monetarne WTP jest często zastępowane QALY (ang. quality-adjusted life years, korygowane o jakość lata życia).
Istnieje wiele różnych formatów stosowanych w tego typu ankietach. W "klasycznych" CV ankietowani są postawieni przed otwartym pytaniem i proszeni o podanie dowolnej kwoty bądź o wybranie jednej z możliwych kwot (payment card method). W Choice Experiments i spokrewnionej Conjoint Analysis przedstawiane są różne stany danego dobra, opisane przy pomocy atrybutów (jednym z nich jest "cena", np. podatek lub darowizna) - ankietowani muszą wybrać jedną z przedstawionych opcji. W niektórych przypadkach, m.in. aby uniknąć krytyki związanej z monetaryzacją dóbr publicznych, rezygnuje się z pytania o "ceny", zamiast tego prosząc ankietowanych o uszeregowanie opcji w formie rankingu (Contingent Ranking).
Przedmiotem metodologicznej dyskusji jest sposób przeprowadzania ankiet. Niektórzy ekonomiści argumentują, że ze względu na abstrakcyjność i niecodzienność wielu wycenianych przy pomocy CVM dóbr (np. bioróżnorodność, usługi ekosystemowe), ankietowani nie posiadają w stosunku do nich preferencji. Oznacza to, że te preferencje muszą dopiero powstać w wyniku dyskusji z innymi ludźmi, co próbuje się wprowadzić w życie stosując tzw. procesy deliberatywne, w ramach których ankietowani biorą najpierw udział w rodzaju warsztatów informacyjno-dyskusyjnych, zanim zostaną poproszeni o wypełnienie ankiety.

## Krytyka
Jednej z pierwszych krytyk młodej jeszcze wtedy metody Contingent Valuation dostarczył Paul Samuelson w swoim artykule The Pure Theory of Public Expenditures z 1954 roku, w którym zwrócił uwagę na problem strategicznego zachowania konsumentów wobec dóbr publicznych. Problem ten jest w przypadku CVM pogłębiony dodatkowo przez hipotetyczną naturę tej metody.
Wielu autorów krytykuje CVM i pochodne metody za rzekome "prywatyzowanie" dóbr publicznych, które nie powinny mieć zdaniem krytyków cen. Innym źródłem krytyki jest teoretyczna niespójność, którą zarzucają CVM niektórzy ekonomiści, zwracając uwagę m.in. na sprzeczne z założeniami racjonalności wyniki ankiet CV. Niektórzy komentatorzy krytykowali CVM za "mylenie konsumentów z obywatelami".
Zwolennicy metody z reguły akceptują krytykę, zwracając jednak uwagę na to, że metodologiczne i teoretyczne problemy można rozwiązać przy pomocy lepiej skonstruowanych ankiet W odpowiedzi na krytykę odnoszącą się do monetaryzowania, najczęstszą odpowiedzią jest sugerowany brak alternatywnych, funkcjonujących rozwiązań zwłaszcza w zakresie ochrony przyrody oraz zwrócenie uwagi, że wycenienie dobra publicznego nie jest jednoznaczne z jego prywatyzacją.